# クレジットカード (日本)
本記事では、日本におけるクレジットカード（にほんにおけるクレジットカード）について述べる。国際ブランド・歴史などについてはクレジットカードを参照。

## 日本におけるクレジットカードの法規制

### ショッピング
- クレジットカードに於けるショッピングは割賦販売法（昭和36年法律第159号）に定める「包括信用購入あっせん」又は「二月払購入あっせん」に当たる。
- 「包括信用購入あっせん」をする場合は、割賦販売法に基づいて登録を受けなければならない。ただし、同法第35条の3の60第1項第4号の団体については、この限りでない。

### キャッシング・ローン
- 銀行及び外国銀行でない者が会員にキャッシング・ローンを提供しようとする場合は、貸金業法（昭和58年法律第32号）に基づいて登録を受けなければならない。
- 銀行及び外国銀行が会員にキャッシング・ローンを提供しようとする場合は、銀行業の免許で足りる。

## クレジットカード会社
クレジットカード会社はクレジットカードを発行し会員に関する業務を行うイシュア（英: issuer）及び加盟店に関する業務を行うアクワイアラ（英: acquirer）の2つに大きく分かれる。割賦販売法では前者を「クレジットカード等購入あつせん業者」、後者を「立替払取次業者」とそれぞれ定義している。多くのカード会社はイシュアとアクワイアラーの両方の業務を扱っているが、イシュア業務のみを取り扱う会社も存在する。
カード会社は、クレジットカードや包括信用購入あっせんを専門に行うが、銀行本体や百貨店本体などが自らクレジットカードの発行を行っている場合もある。クレジットカードの入会審査から売上処理や債権回収までの一連の業務を他のクレジットカード会社に業務委託し、自らは入会受付と発行しか行っていないものも存在する。大手カード会社もプロセッシング業務の一部を別会社に委託しているところがある。

## 入会
クレジットカードの申込を行った後に、審査が行われる。審査の基準は、クレジットカード等購入あっせん業者によって異なるが申込者の属性（職業や年収、信用情報等）を基に審査が行われる。
一般に、本人か配偶者に安定した継続収入があることが条件のため、無職（学生・老齢年金・障害年金受給者など除く）が審査に通るのは難しいといわれる。
従前はフリーター・派遣社員は定職ではないという考えから、その雇用形態や収入により審査否決または低額与信とする（被扶養者＜配偶者の扶養のみ＞は除く）ものが多かったが、近年の雇用形態の変化から、以前より緩和されている。しかし、出資法の改正による上限金利の引き下げによって、現在では再び審査が厳しくなっている。
クレジットカードの発行が難しいとされてきた在留外国人向けに、デポジット（保証金）を預けることでその金額内でカードを利用可能にするデポジット方式のクレジットカードをJトラストカードが発行している。入会審査は別途行われる。保証金は債務の返済に充てることはできない点で先払い方式のプリペイドカードとは異なる。
入会には、個人情報の提供が必要である。年金受給者は勤め先等の記入は必要ないが、勤労者はその社名や店名、所在地、電話番号、勤続年数、年収の記入がないと、審査ができないため原則として入会できない（場合によっては、勤務先に在籍確認の電話をする場合がある）。居住年数や持ち家かどうかなどもすべて与信のためである。また、暗証番号は希望の番号に設定できるが、入会者本人の生年月日、電話番号、住所番地などと同じ数字や、すべてが同じ数字であったり、連続する数字は判明してしまう可能性が高いため入会者を保護する理由から、使用しないように注意喚起されていたり、カード会社によっては指定自体ができない場合がある。これらの番号を指定した場合、カード会社において任意の番号を設定される。

## 貸倒
過去にクレジットカードの支払の延滞、ないし債務整理（弁護士等の介入による任意整理または破産などの法的整理）により、不払期間が発生している場合、ケースによって異なるが、最低でも5年間は新たなクレジットカードを作成する事が出来ない。
これらの情報は、信用情報機関に記録され、加盟会社全体で利用するため、他社にクレジットカードの申込を行ったとしても、入会を断られる。不払が発生していないクレジットカードについても、クレジットカード等購入あっせん業者の判断で、使用を停止されることがある。
法人名義で契約するクレジットカードも同様で、特に銀行系が発行する場合、不渡りの場合でも、官報の公表情報を基に強制解約となる場合がある。

## 本人確認
日本では入会の際の本人確認書類の提示、または複写の添付は必須である。犯罪による収益の移転防止に関する法律（犯罪収益移転防止法、2008年3月1日施行）により、クレジットカード業者は「顧客等の本人特定事項の確認を行う義務」が課せられている。この法律は本人確認法と組織的な犯罪の処罰及び犯罪収益の規制等に関する法律（組織的犯罪処罰法）の一部を置き換える形で制定された法律であるが、クレジットカード業者に対し本人確認に関する義務規定を設けており、本人確認法よりも厳しくなっている。すべては暴力団・テロ組織などの反社会的団体のマネーロンダリング（資金洗浄）防止のために制定された法律である。
顧客等の本人特定事項の確認を行う義務は特定事業者（第2条第2項）にある。クレジットカード業者以外にも、金融機関、ファイナンスリース業者、宅地建物取引業者、貴金属等取引業者、郵便物受取・電話受付サービス業者、弁護士、司法書士、行政書士、税理士などに義務がある。
国内の本人確認書類は運転免許証、健康保険証、在留カード、日本国政府発行のパスポート（日本国旅券）、マイナンバーカードの5種類のいずれかによって確認することが最も公式とされている。写真付住民基本台帳カード（2015年12月31日限りで発行終了）については、発行済みかつ有効期限内のものについては、個人番号カードと同じものとみなして確認の用に供することができる。他に年金手帳や住民票、身体障害者手帳、船員手帳なども公的書類であるが、クレジットカード等購入あっせん業者の規定により異なるので、5種類の内一点を持参する方が良い。郵送で申込みの際はコピーの添付となる。預金通帳やキャッシュカードと届出印だけでは手続きできない。
口座振替については近年、国内でもPay-easyなどの口座振替端末機により、モバイルでダイレクトに金融機関にアクセス、キャッシュカードをスキャンし、金融機関の暗証番号によって口座振替の設定手続が届け出印なしで即時に完了する便利なシステムもあるが、手続き可能な時間が限られていたり、労働金庫などアクセスできない金融機関もある。

## 学生カード
18歳以上の学生（大学生や専門学校生、大学院生など。高校生、予備校生を除く）向けに発行されるカード。本来は収入が乏しいため与信審査で否決されるはずだが、成人であっても親について記入させられることが少なくなく（既婚者および30歳以上の学生を除く）、学生本人の信用よりは「家族に対する信用」が重視され、両親の信用状況が高ければ審査に通る場合がある。ほとんどの場合、申込書に学生証のコピーの添付が必要なため、少なくとも子供を教育機関に通わせることが出来るだけの余裕がある、と見なされるためである。その学生が卒業・就職すると、審査のうえ社会人向けの一般カードに切り替わるものが多く、学生が将来の優良顧客になることを期待して発行しているとも言える。
サービス内容としては、年会費（ほとんど無料）と利用限度額（5万から30万円）が低く設定されている割には保険等のサービスが一般カードより充実しているカードもある。JALカードnavi（30歳未満）や学生専用ライフカード（25歳以下）、OMCキャンパルカード（28歳以下）など、入会の際に年齢制限が課せられるものもある。大学生協の組合員証や学生証と一体化したクレジットカードなどもあり、特段の事情がない限り在学期間中持つことになるようなものもある。学生証一体型は、ICカードを搭載し、施設への入退室や出席の管理、学内の食堂・売店などで扱える独自のクレジットや前払式電子マネー機能を搭載したものもある。大学生協発行の組合員証一体型のTuoカードは2022年2月28日をもって発行を終了した。2022年3月からは大学生協で三井住友カード（NL）を利用した際にVポイントが2倍になる特典を開始した。
18歳以上で定時制・通信制の高校や大学に在学している社会人学生・勤労学生は、学生カードの発行対象外となる場合がある一方、会社員及び自営業などで一定の収入がある場合は、審査のうえで一般カードやゴールドカードの発行対象となる場合がある。

### 主な学生カード
- JALカードnavi（学生専用）（18歳以上30歳未満の学生）
- ANAカード＜学生用＞（18歳以上の学生）
- 学生専用ライフカード（満18歳以上満25歳以下の学生）
- 楽天カード アカデミー（18歳から28歳までの学生）

学生以外でも作成することはできるが、発行会社が学生にすすめているもの。学生限定の特典があるものもある。
- 三井住友カード（NL）（18歳以上）
- JCB CARD W（18歳以上39歳未満）

## 法人カード
法人カードとは、法人代表者や個人事業主に向けて作られているクレジットカード。主に、業務上の経費を支払いうためのクレジットカードとして、法人カードは活用される。
「ビジネスカード」や「コーポレートカード」などの別称もあるが、明確な違いが定義されている訳ではない。しかし、主に個人事業主や中小企業向けのカードを「ビジネスカード」、大企業向けのカードを「コーポレートカード」とするのが一般的とされている。
基本的な使い方は個人用クレジットカードと変わりないが、引き落とし口座に法人口座を指定できることが異なる。カードの私的利用と公的利用を分けられることから、経費管理の簡略化を図れるといったメリットがある。
審査では、個人用クレジットカードと違い登記簿謄本や事業計画書が必要になることがある。「設立3年以上･黒字決算2期以上」でないと通らないという噂もあるが、申請者の信用情報に問題がなければ通ることがあるなど、実際のところはブラックボックス的な話である。

### 主な法人カード
- 三井住友カード ビジネスオーナーズ[4]
- 三井住友カード ビジネスオーナーズゴールド[5]
- セゾンプラチナ・ビジネス・アメリカン・エキスプレス（R）・カード
- アメリカン・エキスプレス・ビジネス・ゴールド・カード
- セゾンコバルト・ビジネス・アメリカン・エキスプレス（R）・カード

## 追加カード
追加カードとは、クレジットカードの会員（本カードの所持者）に対して、利便性向上のために発行される機能特化型のカードのことである。通常、追加カードの利用分は本カードと一体のものとして扱われる。主なものは以下の通り。

### 家族カード
会員本人のカードを家族（基本的には同居している配偶者や高校生以外の18歳以上の子・退職後の親など）が利用するための追加カード。一般的に不利とされる無職・専業主婦などで収入が無い・雇用が不安定なフリーターなどの属性でも会員本人の信用でその家族名義で発行される。
基本的に会員本人と残債額やポイントを合算した上で同じ限度額まで利用できる他、総限度額の範囲内で各々のカード毎に限度額（の上限）を会員本人の任意で設定できるものもある。
家族カードでは国内のキャッシングやカードローンの利用を不可とするものもある。
従来は家族カードを作らず会員本人のカードを家族が利用して、後に家庭内で請求上のトラブルや盗難・偽造カードの不正使用が多発した時期でもあったため、1998年5月より業界団体（JCCIAなど）の主導で、
- 家族であっても自分名義ではないカードは使えない。
- 裏面にサインが無い、あるいは利用票とカード裏面のサインが異なる場合は取り扱えない。
- カード利用時に電話で本人確認をする事がある。

以上の事をクレジットカード等購入あっせん業者・加盟店・会員へ徹底を促したため、「会員本人の家族がカードを使いたい機会がある場合は家族カードへの入会を勧めます」と、パンフレットや会員誌で周知するクレジットカード等購入あっせん業者もある。
家族カードでの利用分は普通、本会員利用分と合算して本会員宛へ利用明細書が送付され、支払も本会員と合算されて口座から引き落とされたりするが、これとは別に「パーソナルアカウント」という家族カードでは、本会員が支払う家族カードとは別に、その家族会員個人の口座から引き落とされるカードが発行される。そのカードでの利用分は本会員とは別の、家族会員本人宛の明細書が発行される。これによって、用途に合わせて使い分けることができる。
この「パーソナルアカウント」部分で本会員同等の入会審査が家族会員に伴う。入会条件として家族会員本人も定職に就いて安定した収入を得ている事が必要。「パーソナルアカウント」は未だ少数のクレジットカード等購入あっせん業者しか導入していない。
主な家族カード
- 三井住友カード「家族カード」[6]
- 楽天カード「家族カード」[7]

### ETCカード
ETCを利用して高速道路の通行料金を支払うための追加カードであり、オプション扱いで設けられている。ETC車載機にセットするICカードの形態で発行される。クレジットカードの接触IC（ICクレジットカード）部分にETC機能が搭載されているETC一体型も過去にはあったが、2018年6月の割賦販売法の改正を受け一体型カードの発行は順次廃止され2023年現在一体型カードを新規発行しているカード会社は無い。

### iD、QUICPay専用カード
電子マネーのiDの機能のみの追加カードであり、主にVJAグループに加盟しているカード会社発行のカードのオプションとして発行される。iD専用カードのみの発行は不可。カード型の追加カード以外に、携帯電話型（NTTドコモのおサイフケータイ対応機種との連携）があり、クレジットカードにFeliCaを搭載し、電子マネー機能が搭載されているものもある。
iD対応店舗や電子マネー対応型自動販売機（日本コカ・コーラのCmode搭載型自販機）で利用することが可能で、専用端末にかざすことで決済完了となる。複数の電子マネー対応型の端末で決済する場合は、利用者が店員に告げて電子マネーの種類（この場合はiD）を指定する場合と、利用客が電子マネーの種類をボタンやタッチパネルで選択する場合がある。
1回払いのみ可能で、iD機能を追加しているクレジットカードの利用分として請求される。

### リボルビング払・分割払・ボーナス払専用カード
予め支払方法が設定されている追加カードで、利用時に支払方法を指定しなくても、或いは1回払と指定しても、これらのカードで規定の限度額まで利用した分は全て自動的にリボルビング払い・分割払い（3 - 36回払など予め設定されている回数）・ボーナス一括払いとなる。
ただし、割賦販売法に指定されている「特定役務」に該当する商品・サービスをそれらのカードで決済した場合は、クレジットカードの規約に基づいて、通常の1回払として扱われる。
近年は本カード自体がリボルビング払い専用（消費者金融系、オリエントコーポレーションのUPtyなど）のカードとして発行されているものもある。

## 系列
クレジットカードの発行を行う企業は、設立母体又は自身の業種によって様々な種類があり、1980年代以前は銀行を母体とする銀行系、信販会社による信販系、流通会社を母体とする流通系の3つでクレジットカードの発行枚数の殆どを占めていたが、1980年代から石油系・交通系、1999年からは消費者金融による消費者金融系、2000年代にはこれら以外の異種業による参入が起きている。
この様な業種別に分けるのは法律で規定されているものではなく、かつてはクレジットカードを発行する企業の行政上の所管が設立母体や加盟団体により、旧：通商産業省・旧：大蔵省に縦割されてきた事に由来するが、2009年に信販業界の団体を統一した日本クレジット協会が発足している。近年では業種別の枠を超えたクレジットカード業界の事業再編や提携が活発になっている（境界が不明確化）ため、必ずしも正確な記述ではなく曖昧さが含まれる点を理解されたい。
それぞれの企業の具体的な事業概要・詳説などは該当項目を、クレジットカード等購入あっせん業者については下表。

### 銀行系
銀行（銀行持株会社を含む）のグループ会社が銀行系である。日本でクレジットカードの発行が始まった当時は、銀行は銀行法の規制によってクレジットカードを発行する事が出来なかった為、グループ会社・子会社を設立して発行が行われた。1982年の銀行法の改正によって銀行もクレジットカードを発行する事が出来る様になったが、現在でも銀行系による発行が主流である。
銀行系のカード発行会社には、日本クレジットカード協会がある。

#### 国内系
国内系では、三菱UFJフィナンシャル・グループの子会社である三菱UFJニコス（MUN）、三井住友フィナンシャルグループ（SMFG）の子会社である三井住友カード、みずほフィナンシャルグループの子会社であるみずほ銀行の子会社であるユーシーカード（UCカード）、銀行色が強いながらも特定のグループに属しないジェーシービー（JCB）が主である。
これら以外の銀行系は、JCB、MUN、UCカードと提携し、又は三井住友カードを中心とするVJAに加盟し、クレジットカードを発行しているものが多い。銀行系以外と提携しているものもあり、りそなカード及び静銀セゾンカードは流通系のクレディセゾンと提携している。

#### 外資系
外資系では、アメリカン・エキスプレス・インターナショナル（日本支社）が存在する。但し、旅行（交通機関・宿泊施設の手配など）とエンターテイメント（演劇チケットやレストランの手配）に関するサービスが充実している為、T&E (Travel & Entertainment)  系というジャンルにも当てはまる（国内系のJCBなども同類と看做される場合もある）。

#### 銀行（本体発行）
銀行がグループ会社を介さずに、本体で発行するものが銀行本体発行である。
イオン銀行は、2013年4月1日にイオンクレジットサービスが分割したクレジットカード事業を承継し、銀行本体発行を行っていた時期もあるが、現在は再びイオンフィナンシャルサービス（別会社）が発行している。。その他の銀行は、銀行系大手クレジットカード会社のフランチャイジー（FC）になるかVJAに加盟し発行しているものが多い。

#### 各社のカード
| 企業名/発行カード | カード名                                 | 発行元                | 発行ブランド                             |
| ----------------- | ---------------------------------------- | --------------------- | ---------------------------------------- |
| 三井住友銀行      | Olive 三井住友カード（NL） SMBC JCB CARD | 三井住友カード        | Visa Mastercard JCB（SMBC JCB CARDのみ） |
| 三菱UFJ銀行       | 三菱UFJカード                            | 三菱UFJニコス         | Visa Mastercard JCB AMEX                 |
| みずほ銀行        | みずほマイレージクラブカード             | オリコ クレディセゾン | Visa Mastercard JCB AMEX                 |
| りそな銀行        | りそなクレジットカード                   | りそなカード          | Visa Mastercard JCB                      |
| ゆうちょ銀行      | JP BANKカード                            | ゆうちょ銀行          | Visa Mastercard JCB                      |

### 信販系
信用購入あっせんを主たる業とする者が信販系である。
大手信販や地方を主な基盤とする信販の多くがクレジットカードを発行している。
尚、日専連やエヌシー日商連などに加盟する事業協同組合なども信販系に含む場合がある。（これらは、近年では会社法に基づく株式会社の形態を採っているものも多い。）

### メーカー系
自動車メーカー系では、トヨタファイナンスや日産フィナンシャルサービスが発行している。

### 流通系
流通系の多くは、小売業者やその子会社が発行するもので、店頭で入会を申込むことができ、仮カードを即日発行する場合もある。母体である百貨店やスーパーマーケットなどのポイントカードとしての機能も兼ねており、対象である店舗での値引サービスやカードのポイントが一般の加盟店での利用分より優遇されるものが多く、カード業界の中でもマーケティング力にすぐれた会社が多い。
国際ブランドと提携せずに発行するハウスカードのみを取り扱うものも多く、DIY・ホームセンター運営会社などが自社（自前）で行っているものも多い。
特定の流通企業グループから独立したクレディセゾンもこの分類に含まれるが、2006年1月1日に当時のユーシーカード（現存するユーシーカードは新法人）を吸収合併し、従来の流通系の枠を超えた展開を行っていた。しかし、2017年から2019年までにユーシーカードとの提携を段階的に解消し、事業を新法人に譲渡することで、クレディセゾンもフランチャイジーとして発行を継続しつつも、提携前に準じた形態に戻った。
ポケットカードは2012年9月15日にファミマクレジットを吸収合併し、営業基盤をコンビニエンスストアにまで拡大している。
家電量販店は、カード事業子会社（ヤマダ電機系のヤマダフィナンシャルなど）が存在する場合を含めてクレジットカード会社側の発行による提携カードが多いが、ヨドバシカメラはソニーファイナンスインターナショナルとの提携終了時に、子会社としてゴールドポイントマーケティングを設立し、業務を継承の上で自社系列の発行に移行した（三井住友カードに業務委託）。

#### 主な提携カード
| 企業名/発行カード                      | カード名                                                                  | 発行元                                             | 発行ブランド                  |
| -------------------------------------- | ------------------------------------------------------------------------- | -------------------------------------------------- | ----------------------------- |
| イオン                                 | イオンカード                                                              | イオン・フィナンシャルサービス                     | Visa Mastercard JCB           |
| セブン＆アイHD                         | セブン・カードプラス                                                      | セブン・カードサービス                             | Visa（新規申し込み終了） JCB  |
| パン・パシフィックインターナショナルHD | UCSカードmajica                                                           | UCS                                                | Visa Mastercard JCB           |
| Aコープ各社                            | JAカード                                                                  | 三菱UFJニコス                                      | Visa Mastercard               |
| CGCグループ各社                        | CGC GROUP CARD                                                            | JACCS トヨタファイナンス                           | Visa                          |
| ライフコーポレーション                 | LC・JCBカード                                                             | ライフフィナンシャルサービス                       | JCB                           |
| アークス                               | アークスRARAカード                                                        | JCB 道銀カード JACCS 日専連                        | Visa JCB ハウス（日専連提携） |
| コープさっぽろ                         | cloverトドック                                                            | 北洋銀行                                           | JCB                           |
| 西條                                   | SAIJO JACCS CARD                                                          | JACCS                                              | JCB                           |
| 北雄ラッキー                           | LUCCYジャックスJCBカード                                                  | JACCS                                              | JCB                           |
| コープあおもり（コープ東北サンネット） | 日専連コープあおもりカード                                                | 日専連HD                                           | JCB                           |
| コープ東北サンネット                   | COOPトリプルカード                                                        | 日専連ライフサービス                               | JCB                           |
| マルエツ（USMHHD）                     | マルエツカード                                                            | イオンフィナンシャル・サービス                     | Visa Mastercard JCB           |
| カスミ（USMHHD）                       | KASUMIカード                                                              | イオンフィナンシャル・サービス                     | Visa Mastercard JCB           |
| いなげや（USMHHD）                     | ing・fanVカード                                                           | 三井住友カード                                     | Visa                          |
| バローHD                               | Lu Vitクレジット                                                          | バローフィナンシャルサービス                       | JCB                           |
| イズミ                                 | ゆめかクレジット                                                          | ゆめカード                                         | Visa JCB                      |
| マツキヨココカラ                       | マツキヨココカラメンバーズクレジット                                      | オリコ                                             | Mastercard                    |
| サンドラッグ                           | サンドラッグクレジットポイントカード                                      | JACCS                                              | Visa JCB                      |
| 三越伊勢丹                             | エムアイカード                                                            | エムアイカード                                     | Visa AMEX                     |
| 高島屋                                 | タカシマヤカード ジェイアール東海タカシマヤカード タカシマヤカード セゾン | 高島屋フィナンシャル・パートナーズ、クレディセゾン | Visa Mastercard JCB           |
| Jフロントリテイリング                  | 大丸松坂屋カード                                                          | JFRカード                                          | Visa                          |
| そごう・西武                           | クラブ・オンカード セゾン ミレニアムカード セゾン                         | セブンCSサービス                                   | Visa JCB AMEX                 |

### 通信系
日本の移動体通信事業者（MNO）4社はそれぞれ自社系列でクレジットカード（dカード、au PAY カード、PayPayカード、楽天カード）を発行しており、共通ポイントを含めた経済圏戦略の一翼を担っている。
| 企業名/発行カード | カード名     | 発行元                     | 発行ブランド             |
| ----------------- | ------------ | -------------------------- | ------------------------ |
| NTTドコモ         | dカード      | NTTドコモ                  | Visa Mastercard          |
| KDDI              | au PAYカード | KDDIフィナンシャルサービス | Visa Mastercard          |
| ソフトバンク      | PayPayカード | PayPayカード               | Visa Mastercard JCB      |
| 楽天モバイル      | 楽天カード   | 楽天カード                 | Visa Mastercard JCB AMEX |

### 交通系
鉄道系の場合は、グループ会社（系列の百貨店や駅ビルなど）と連携している場合が多く、流通系としての機能も併せ持っている。近年ではICカード乗車券との連携も図られている。おもに関西圏の交通機関の利用や加盟店での買い物に利用できるICカード「PiTaPa」はクレジットカードで、発行に際し審査があり後払方式である。「PiTaPaベーシックカード」など
JR東日本系列のカード会社であるビューカードが発行するルミネビューカードは、クレジット機能、IC乗車券機能（Suica）、定期乗車券機能が一体になっている他、系列ビル「ルミネ」での利用に対する付加価値など1枚のカードで複数の機能を併せ持つ。
日本の鉄道事業者のうち、西日本旅客鉄道と小田急電鉄はクレジットカードを自社で発行している。
| 企業名/発行カード | カード名                                      | 発行元                                                                 | 発行ブランド             |
| ----------------- | --------------------------------------------- | ---------------------------------------------------------------------- | ------------------------ |
| JR東日本          | ビューカード                                  | ビューカード                                                           | Visa Mastercard JCB      |
| JR北海道          | JRタワー・スクエアカード                      | オリコ                                                                 | Visa Mastercard JCB      |
| JR東海            | JR東海エクスプレスカード                      | 三井住友カード                                                         | Visa Mastercard          |
| JR西日本          | J-WESTカード                                  | 三菱UFJニコス、JCB                                                     | Visa Mastercard JCB      |
| JR九州            | JQ CARD                                       | セゾン エポス 三菱UFJニコス JCB イオンカード 西日本シティ銀行 長崎銀行 | Visa Mastercard JCB AMEX |
| 小田急電鉄        | OPクレジット                                  | 小田急電鉄 JCB                                                         | Visa Mastercard JCB      |
| 京王電鉄          | 京王パスポートカード                          | 三井住友カード 三菱UFJニコス JCB                                       | Visa Mastercard JCB      |
| 京成電鉄          | 京成カード                                    | オリコ 三菱UFJニコス                                                   | Visa Mastercard          |
| 京浜急行電鉄      | 京急プレミアムポイント                        | 三菱UFJニコス UC                                                       | Visa Mastercard          |
| 東急電鉄          | 東急カード                                    | 東急カード                                                             | Visa Mastercard          |
| 西武鉄道          | SEIBU PRINCE CLUBカード セゾン ラビューカード | クレディセゾン                                                         | Visa Mastercard JCB AMEX |
| 東武カード        | 東武カード                                    | 東武マーケティング                                                     | JCB                      |
| 相模鉄道          | 相鉄カード                                    | 三井住友カード                                                         | Visa                     |
| 東京メトロ        | To Me CARD                                    | UC JCB 三菱UFJニコス                                                   | Visa Mastercard JCB      |

### 石油系
出光興産とクレディセゾンが折半出資する出光クレジットは、石油系で唯一のクレジットカード等購入あっせん業者である。

#### 各社のカード
| 企業名/発行カード | カード名           | 発行元                                           | 発行ブランド               |
| ----------------- | ------------------ | ------------------------------------------------ | -------------------------- |
| ENEOS             | ENEOSカード        | トヨタファイナンス,三菱UFJニコス                 | Visa Mastercard JCB        |
| 出光              | apollostation card | 出光クレジット                                   | Visa JCB AMEX              |
| コスモ石油        | コスモ・ザ・カード | イオンクレジットサービス,三井住友カード（ハウス) | Visa Mastercard JCB ハウス |

### 消費者金融系
消費者への金銭の貸付け（キャッシング）を主たる業とする消費者金融大手もクレジットカードを発行している。ただし、これらが発行するクレジットカードの多くは、キャッシング用のカードにショッピングの機能を加えたものであり、メインはあくまでキャッシングのため、他の系列に比べてクレジットカードとしてのサービスは乏しい。
数少ない上記に当てはまらない例外として、アコムは一時ショッピング専用のクレジットカードも発行していた。
資本関係の変化でアイフルの子会社となったライフカードもこの分類に含まれる場合がある。
三洋信販→プロミス傘下だった時期のポケットカードは、前身のマイカルカードからの流れで流通系として扱われつつも、資本面では消費者金融系とも解釈できる形態だった。

### 大学系
大学系では、大学やその同窓会組織がクレジットカード会社と連携してクレジットカードを発行している。カードを利用すると手数料の一部が同窓会や大学基金に還元され、その多くは奨学金や教学支援に用いられる。
カード特典として、結婚式に学長より祝電が送られるサービスなどが用意されている。申し込みには在籍する学生や教職員、卒業生に限定していることが多いが、京都大学カードは一般にも開放されている。

### 独立系（その他）
本業が流通系やメーカー系などに当て嵌まらない企業が、自社又はグループ会社を通じてクレジットカードを発行するもの。消費者と接点を持つ企業が発行する場合が多い。

## タッチ決済
電子マネーのように非接触で決済できる機能を持つクレジットカードも導入され始めている。これらは従来のカードと比べ、高いセキュリティと会計のスピーディさに強みがある。原則として、15,000円までの利用には本人確認が不要で、それ以上の金額の場合、暗証番号（PIN）の入力が必要になる。
Apple PayまたはGoogle Payに登録することでスマートフォン端末でタッチ決済を利用することもできる（一部の発行会社は未対応）。
かつてはVISA payWAVE、MasterCard Contactless、American Express Contactlessなど各国際ブランドごとに呼称が違っていたが、現在は各社とも「タッチ決済」と案内している。三井住友カードが発行する一部のカードでは、一部の加盟店で、スマートフォンのタッチ決済を利用した際に、7%以上ポイントが還元される施策を実施しているほか、JCBでも利用促進のキャンペーンを行うなど、各社が普及に力を注いでいる。スマートフォン日本では今後普及が進むと見られるが、たとえばオーストラリアで発行されるすべてのMasterCardには搭載されている。
電車、バス運賃の支払いにタッチ決済を導入する事業者も相次ぎ、2024年には、東急電鉄と京王電鉄が、関東の大手私鉄では初めて、通常運賃の支払いにタッチ決済を導入した。JRグループでは、唯一、JR九州が導入している。なお、関東の大手私鉄では、京急と都営地下鉄、東急とみなとみらい線を除いて、タッチ決済に対応した社局同士であっても、直通運転先での出場には対応していない。関西の私鉄では、一部を除いて対応している。いずれも、三井住友カードが提供する「stera transit」を採用している。

## 日本の主要なクレジットカード等購入あっせん業者の国際ブランド提携状況
近年、Visa、masterブランドの三菱UFJニコスとの提携は縮小傾向にあり（セブン・カードサービス、JFRカードなど）、提携先を三井住友カードなど他社に変更する企業も増えている。（ゆめカード、京阪カード、東武カードなど）
2024年4月には、SMBCファイナンスサービス（旧セディナ）が三井住友カードと統合し、JCBブランドを除く一部の提携カードは三井住友カードが引き続き募集を行っている。
また、2025年度から順次、三菱UFJニコスが発行する、「DC」「NICOS」のブランドは「MUFG」に統合される予定。
日本の主要なクレジットカード等購入あっせん業者の国際ブランドとの提携状況等を示す。新規の申込を受け付けているものを挙げる。
- 国際ブランドの「V」はVisaを、「M」はMasterCardを、「J」はJCBを、「A」は American Express を、「D」は Diners Club をそれぞれ示す。
- VJA（旧オムニカード協会を含む）は、供与を受けたライセンスをグループ加盟各社にて利用して発行しているため割愛。詳細は「VJA」。
- UCカードグループは、ユーシーカード（UCカード）からライセンス供与を受けているフランチャイジー（FC）であるため割愛。詳細は「UCカード」。
- DCカードグループ及びMUFGカードグループは、それぞれ三菱UFJニコスからライセンス供与を受けているFCであるため、代表して三菱UFJニコスを掲載している。同社以外については「DCカード」及び「MUFGカード」。
- JCBグループは、ジェーシービー（JCB）からライセンス供与を受けているFCであるため、代表してジェーシービーを掲載している。同社以外については「JCBグループ」。
- ダイナースクラブ（現 三井住友トラストクラブ）と提携している銀行または銀行系子会社が存在するが、発行会社が三井住友トラストクラブであるため割愛。
- 日専連グループは、ジェーシービー及び三菱UFJニコスの加盟店開放を日専連が受け、加盟組合・会社で共用して発行しているため割愛。詳細は「日専連」。
- 日商連グループは、ジェーシービー及び三井住友カードの加盟店開放を日商連が受け、加盟組合・会社で共用して発行しているため割愛。詳細は「日商連」。
- V列の「★」は、Visaから直に権利を得て発行する者を示す。
- M列の「★」は、MasterCardから直に権利を得て発行する者を示す。
- J列の「★」は、JCBブランド会社そのもので且つカード発行会社を兼ねる。
- A列の「★」は、American Expressブランド会社そのもので且つカード発行会社を兼ねる。
- D列の「★」は、Diners Clubの権利を有し且つ発行会社を兼ねる。
- 「☆」は「J」のFCを示す。
- 「○」は「J 又は A」が加盟店を開放し発行するものを示す。他に、加盟店開放会社が三井住友カード（VJA及びオムニカード協会を含む）の場合は「SM」、ユーシーカードの場合は「UC」、三菱UFJニコスのMUFG（旧:UFJからの移行を除く）の場合は「MU」、DCの場合は「DC」、NICOSの場合は「NI」、クレディセゾンの場合（FC、提携を含む）は「CS」、すみしんライフカード（2022年4月1日付でライフカードに吸収合併）の場合は「SL」として記している。
- ETC列の「★」は有料道路事業者と直に契約を結びETCカードを発行する者を、「☆」は「J」のフランチャイジーを、「○」は「★」及び「☆」以外でETCカードを発行する者を示す。
- △は新規募集を終了したカードを示す。

| 名称・種類                                                 | 名称・種類                                                 | 国際ブランド | 国際ブランド | 国際ブランド         | 国際ブランド | 国際ブランド | ETC    |
| 名称・種類                                                 | 名称・種類                                                 | V            | M            | J                    | A            | D            | ETC    |
| 銀行系                                                     | 銀行系                                                     | 銀行系       | 銀行系       | 銀行系               | 銀行系       | 銀行系       | 銀行系 |
| ---------------------------------------------------------- | ---------------------------------------------------------- | ------------ | ------------ | -------------------- | ------------ | ------------ | ------ |
| アメリカン・エキスプレス・インターナショナル（日本支社）   | アメリカン・エキスプレス・インターナショナル（日本支社）   | -            | -            | -                    | ★            | -            | ★      |
| ジェーシービー                                             | ジェーシービー                                             | -            | -            | ★                    | -            | -            | ★      |
| 三井住友カード                                             | 三井住友カード                                             | ★            | （SM）       | 〇 △                 | -            | -            | ★      |
| 三菱UFJニコス                                              | MUFG                                                       | ★            | ★            | ○                    | ○            | -            | ★      |
| 三菱UFJニコス                                              | DC                                                         | ★            | ★            | -                    | -            | -            | ★      |
| 三菱UFJニコス                                              | NICOS                                                      | ★            | ★            | -                    | -            | -            | ★      |
| ユーシーカード                                             | ユーシーカード                                             | ★            | ★            | -                    | -            | -            | ★      |
| りそなカード                                               | JCB                                                        | -            | -            | ☆                    | -            | -            | ☆      |
| りそなカード                                               | VISA                                                       | SM           | SM           | -                    | -            | -            | ○      |
| りそなカード                                               | SAISON                                                     | CS           | CS           | -                    | -            | -            | ○      |
| 静銀セゾンカード                                           | 静銀セゾンカード                                           | CS           | CS           | CS                   | CS           | -            | ○      |
| 三井住友トラストクラブ                                     | SuMi TRUST CLUB                                            | SM           | SM           | -                    | -            | -            | ○      |
| 三井住友トラストクラブ                                     | Diners Club                                                | -            | -            | -                    | -            | ★            | ★      |
| 銀行（本体発行）                                           |                                                            |              |              |                      |              |              |        |
| スルガ銀行                                                 | VISA                                                       | ★            | -            | -                    | -            | -            | ○      |
| スルガ銀行                                                 | JCB                                                        | -            | -            | ☆                    | -            | -            | ☆      |
| ゆうちょ銀行                                               | JCB                                                        | -            | -            | ☆                    | -            | -            | ☆      |
| ゆうちょ銀行                                               | VISA                                                       | SM           | -            | -                    | -            | -            | ○      |
| ゆうちょ銀行                                               | Mastercard                                                 | -            | SM           | -                    | -            | -            | ○      |
| 信販系                                                     |                                                            |              |              |                      |              |              |        |
| オリエントコーポレーション                                 | オリエントコーポレーション                                 | ★ （UC）     | ★            | ○                    | -            | -            | ★      |
| ジャックス                                                 | ジャックス                                                 | ★ （MU）     | ★            | ○                    | -            | -            | ○      |
| アプラス                                                   | アプラス                                                   | NI ★         | NI ★         | ○                    | -            | -            | ○      |
| エヌケーシー                                               | エヌケーシー                                               | NI           | -            | ○                    | -            | -            | ○      |
| トワライズ（2025年7月をもって事業終了）                    | トワライズ（2025年7月をもって事業終了）                    | SM△          | -            | ○△                   | -            | -            | ○△     |
| 九州日本信販                                               | 九州日本信販                                               | -            | -            | ○                    | -            | -            | ○      |
| オーシー                                                   | オーシー                                                   | DC           | DC           | -                    | -            | -            | ○      |
| 宮崎信販                                                   | 宮崎信販                                                   | DC           | -            | ○                    | -            | -            | ○      |
| OCS                                                        | OCS                                                        | NI           | -            | -                    | -            | -            | ○      |
| PayPayカード                                               | PayPayカード                                               | ★            | ★            | ○                    | -            | -            | ○      |
| ライフカード                                               | ライフカード                                               | ★ （SL）     | ★            | ○                    | -            | -            | ○      |
| 自動車メーカー・電機メーカー系                             |                                                            |              |              |                      |              |              |        |
| トヨタファイナンス                                         | トヨタファイナンス                                         | ★            | ★            | ○                    | -            | -            | ★      |
| 日産フィナンシャルサービス                                 | 日産フィナンシャルサービス                                 | UC           | UC           | ○ （法人カードのみ） | -            | -            | ○      |
| 流通・石油系                                               |                                                            |              |              |                      |              |              |        |
| イオンフィナンシャルサービス                               | イオンフィナンシャルサービス                               | ★            | ★            | ○                    | -            | -            | ★      |
| クレディセゾン                                             | SAISON                                                     | ★            | ★            | ○                    | ○            | -            | ★      |
| クレディセゾン                                             | UC                                                         | UC           | UC           | -                    | -            | -            | ○      |
| エムアイカード                                             | エムアイカード                                             | ★            | -            | -                    | ○            | -            | ○      |
| エポスカード                                               | エポスカード                                               | ★            | -            | -                    | -            | -            | ○      |
| UCS                                                        | UCS                                                        | ★            | ★            | ○                    | -            | -            | ○      |
| ポケットカード                                             | ポケットカード                                             | SM           | ★            | ○                    | -            | -            | ○      |
| セブン・カードサービス                                     | セブン・カードサービス                                     | MU△          | -            | ○                    | -            | -            | ○      |
| セブンCSカードサービス                                     | セブンCSカードサービス                                     | CS           | CS           | CS                   | CS           | -            | ○      |
| 髙島屋ファイナンシャル・パートナーズ                       | 髙島屋ファイナンシャル・パートナーズ                       | CS           | CS           | CS                   | CS           | -            | ○      |
| JFRカード                                                  | JFRカード                                                  | ★            | ★            | -                    | -            | -            | ○      |
| ペルソナ                                                   | ペルソナ                                                   | SM           | -            | -                    | -            | -            | ○      |
| 天満屋カードサービス                                       | 天満屋カードサービス                                       | SM           | -            | -                    | -            | -            | ○      |
| ライフフィナンシャルサービス                               | ライフフィナンシャルサービス                               | -            | -            | ○                    | -            | -            | ○      |
| ゆめカード ※2025年発行分よりSM。かつてはNIと提携           | ゆめカード ※2025年発行分よりSM。かつてはNIと提携           | SM           | -            | ○                    | -            | -            | ○      |
| コメリキャピタル                                           | コメリキャピタル                                           | -            | -            | ○                    | -            | -            | ○      |
| ゴールドポイントマーケティング                             | ゴールドポイントマーケティング                             | SM           | -            | -                    | -            | -            | ○      |
| ゼビオカード                                               | ゼビオカード                                               | -            | UC           | -                    | -            | -            | ○      |
| ニッセン・クレジットサービス                               | ニッセン・クレジットサービス                               | -            | -            | ○                    | -            | -            | ×      |
| 出光クレジット                                             | 出光クレジット                                             | CS           | CS           | CS                   | CS           | -            | ○      |
| バローフィナンシャルサービス                               | バローフィナンシャルサービス                               | -            | -            | ◯                    | -            | -            | -      |
| 青山キャピタル                                             | 青山キャピタル                                             | -            | ★            | -                    | -            | -            | -      |
| 交通系                                                     |                                                            |              |              |                      |              |              |        |
| 西日本旅客鉄道                                             | 西日本旅客鉄道                                             | MU           | MU           | ○                    | -            | -            | ○      |
| 小田急電鉄                                                 | 小田急電鉄                                                 | MU           | MU           | -                    | -            | -            | ○      |
| ビューカード                                               | ビューカード                                               | UC           | UC           | ○                    | -            | -            | ○      |
| 東急カード                                                 | 東急カード                                                 | SM           | DC           | -                    | -            | -            | ○      |
| 京王パスポートクラブ                                       | 京王パスポートクラブ                                       | SM           | DC△          | 〇                   | -            | -            | ○      |
| 東武マーケティング                                         | 東武マーケティング                                         | -            | -            | ○                    | -            | -            | ○      |
| 京阪カード                                                 | 京阪カード                                                 | NI△          | -            | 〇                   | -            | -            | ○      |
| いよてつカードサービス                                     | いよてつカードサービス                                     | -            | -            | ○                    | -            | -            | ○      |
| 通信系                                                     |                                                            |              |              |                      |              |              |        |
| NTTドコモ ※2022年発行分よりSMからUCに移行                  | NTTドコモ ※2022年発行分よりSMからUCに移行                  | UC           | ★            | -                    | -            | ○            |        |
| KDDIフィナンシャルサービス ※2024年発行分よりMUからCSに移行 | KDDIフィナンシャルサービス ※2024年発行分よりMUからCSに移行 | CS           | CS           | -                    | -            | -            | ○      |
| その他                                                     |                                                            |              |              |                      |              |              |        |
| 楽天カード                                                 | 楽天カード                                                 | ★            | ★            | ○                    | ○            | -            | ○      |
| メルペイ                                                   | メルペイ                                                   | -            | -            | ○                    | -            | -            | -      |
| アコム                                                     | アコム                                                     | -            | ★            | -                    | -            | -            | ×      |
| 大和ハウスフィナンシャル                                   | 大和ハウスフィナンシャル                                   | CS           | -            | CS                   | CS           | -            | ○      |

## 収益源
クレジットカード等購入あっせん業者又は立替払取次業者は、主に次のようにして利益を稼いでいる。

### 会員からの手数料
クレジットカードの会員が支払う手数料としては、クレジットカードの年会費や、リボルビング払・分割払の利用時の手数料（利息相当）とクレジットカードのキャッシング・ローンや証書貸付などの融資による利息がある。

### 加盟店からの手数料
加盟店は売上の数%を手数料として支払う。立替払取次業者から手数料分が差し引かれた金額が加盟店に払い込まれる。これは、決済方法にクレジットカード決済を加えることで、手持ちの現金が少ない顧客を店に呼び込むことが可能になるため、店側は手数料を支払ってでも立替払取次業者と契約する。
日本においては通常、加盟店と立替払取次業者は「現金払とクレジットカード払を差別しない」という契約を結んでいるため、原則として現金購入とクレジットカード購入で金額に差は生じない。しかしながら現状では、家電量販店でのポイントサービスでの差別（現金なら10%だがクレジットカードだと8%になる等）や、店頭表示価格を「現金特価」としてクレジットカード利用時には別価格を提示されることがあり、中にはクレジットカード利用時に手数料が必要となる（一般に500円程度）など、実質契約違反となっている店舗が多く存在している。ガソリンスタンドでは「現金会員価格」「一般クレジットカード価格」などがある。現金で給油しないと単価が上がり手数料が掛かる店舗が多い。
イギリス、デンマーク、スウェーデン、オランダ、オーストラリアなどでは、カード取扱手数料（サーチャージ）を加算してカード利用者に請求することが認められている。